# 薩邁拉
薩邁拉 （阿拉伯语：‎）是伊拉克薩拉赫丁省的一座城市，位於首都巴格達西北125公里、底格里斯河東岸。2003年估計人口為348,700。2007年，联合国教科文组织将萨迈拉古城列为世界遗产。

## 歷史
833年在原來的村落上建成了城市。836年黑衣大食自巴格達遷都至此，直到892年。此後為商業城市。塞爾薩爾湖建成後，導致大批難民遷至。
當地雖然有阿里·哈迪清真寺—什葉派的朝聖地—市內多數居民為遜尼派。2006年和2007年清真寺先後受到炸彈襲擊。

## 世界遗产
2007年，古城列入世界遗产，鉴于伊拉克当时正处战乱中，同时也列入到濒危世界遗产名录。

### 登录基准

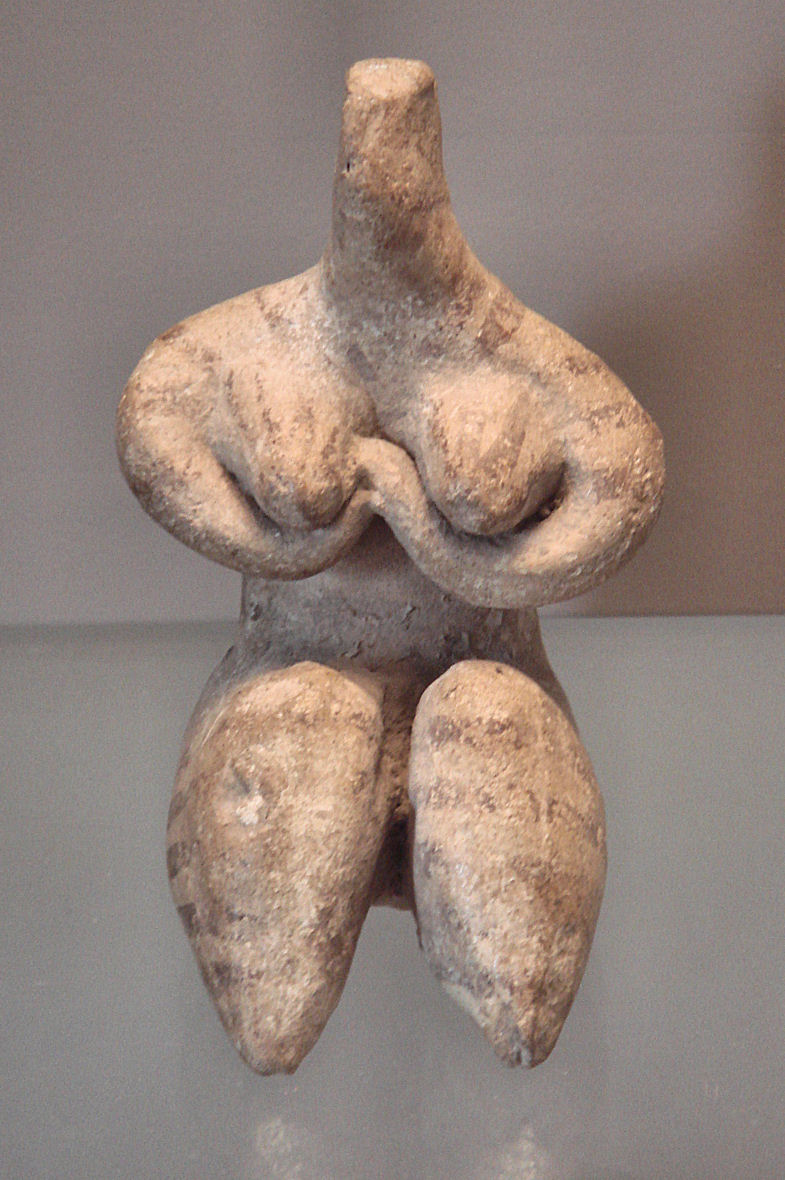
薩邁拉的女性雕像，约制作于公元前6000年

该世界遗产被认为满足世界遺產登錄基準中的以下基準而予以登錄：
- （ii）在某期间或某种文化圈里对建筑、技术、纪念性艺术、城镇规划、景观设计之发展有巨大影响，促进人类价值的交流。
- （iii）呈现有关现存或者已经消失的文化传统、文明的独特或稀有之证据。
- （iv）关于呈现人类历史重要阶段的建筑类型，或者建筑及技术的组合，或者景观上的卓越典范。

## 建築
- 薩邁拉大清真寺

## 資料來源
1. ↑  http://hhcom1.co.cc/english/Salah-Al-Din.html%5B%5D
2. ↑  [永久]

## 外部連結
- 萨迈拉考古调查（页面存档备份，存于）
- Samarra on Google Earth